# Баштина (Котор Варош)
Баштина је насељено мјесто у Босни и Херцеговини у општини Котор Варош, ентитет Република Српска. Према попису становништва из 1991. у насељу је живјело 453 становника.

## Становништво
Према попису становништва из 1991. године, мјесто је имало 453 становника.

### Преглед
| Демографија | Демографија | Демографија |
| Година      | Становника  | Становника  |
| ----------- | ----------- | ----------- |
| 1961.       | 457         |             |
| 1971.       | 523         |             |
| 1981.       | 604         |             |
| 1991.       | 440         |             |

### Пописи 1971. — 2013.
| Баштина Укупна популација 2013.: 196 становника |              |              |              |
| Година пописа                                   | 1991         | 1981         | 1971         |
| Хрвати                                          | 443 (97,79%) | 595 (98,51%) | 519 (99,24%) |
| Срби                                            | 1 (0,221%)   | 3 (0,497%)   | 1 (0,191%)   |
| Бошњаци                                         | –            | 2 (0,331%)   | –            |
| Југославени                                     | –            | 3 (0,662%)   |              |
| Остали и непознато                              | 6 (1,325%)   | 4 (0,662%)   | 3 (0,574%)   |
| Укупно                                          | 450          | 607          | 523          |